# Stephan Müller (Regisseur)

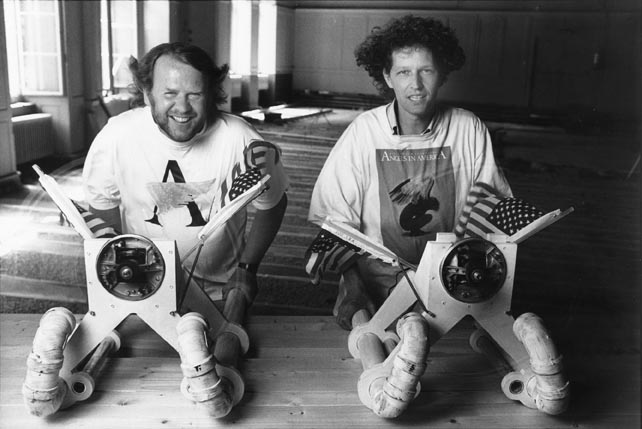
Stephan Müller (rechts) mit Volker Hesse im Theater Neumarkt, Zürich, 1993, Foto: Monica Boirar

Stephan Müller (* 7. Juli 1951 in Basel) ist ein Schweizer Theater- und Opernregisseur, Dramaturg und Dozent für plurimediale Ästhetik.

## Leben
Stephan Müllers Theaterlaufbahn begann 1972 am Theater Basel unter der Intendanz von Werner Düggelin als Statist und Regieassistent, bald darauf wurde er Chefdramaturg am Theater Basel. 1975 reiste er für mehrere Jahre in die USA und arbeitete mit Robert Wilson, Richard Foreman, Mabou Mines, Meredith Monk, Ric Zank, Lee Breuer und gründete die eigene Theatergruppe mixed media. Ab 1978 arbeitete er am Schauspielhaus Zürich, wo er das Labor leitete. 1980–1988 arbeitete er als freischaffender Regisseur in Köln, Düsseldorf, Tübingen, Basel, Nürnberg, Frankfurt, Hamburg (Kampnagel), San Francisco und New York (Public Theatre) und Dozent an der Universität der Künste Berlin. 1988 kehrte als Regisseur ans Theater Basel zurück unter der Intendanz von Frank Baumbauer. 1993–1999 leitete er gemeinsam mit Volker Hesse das Theater am Neumarkt in Zürich. Am Wiener Burgtheater arbeitete er 1999 bis 2004 als Regisseur und Dramaturg. Er war Leiter des Master of Arts-Studiengang für Regie an der Zürcher Hochschule der Künste und inszeniert an verschiedenen deutschsprachigen Theater- und Opernhäusern.

## Inszenierungen

### Schauspiel
- Projekt um Nichts nach Samuel Beckett, Schauspielhaus Zürich
- Ein Fräulein nach August Strindberg, Schauspielhaus Zürich
- Die Reden und Handlungen des Vaters im Maisfeld nach Peter Handke, Schauspielhaus Zürich
- Jakob von Gunten nach Robert Walser, Theater Basel
- Prinz Friedrich von Homburg von Heinrich von Kleist, Theater Basel
- Was ihr wollt von William Shakespeare, Theater Basel
- Antigone von Sophokles, Theater Basel
- Damals von Samuel Beckett, Theater Basel
- Phaidon nach Platon, Theater am Neumarkt, Zürich
- Der Verwaiser von Samuel Beckett, Theater am Neumarkt, Zürich
- Marat/Sade von Peter Weiss, Theater am Neumarkt, Zürich
- The Black Rider von Robert Wilson und Tom Waits, Theater am Neumarkt, Zürich
- Symposion nach Platon, Theater am Neumarkt, Zürich
- Der Ritt über den Bodensee von Peter Handke, Theater am Neumarkt, Zürich
- Nothing/Special nach Warhol/Cale/Reed, Wiener Burgtheater
- Alte Meister nach Thomas Bernhard, Wiener Burgtheater
- Hund, Frau, Mann von Sibylle Berg, Wiener Burgtheater
- Oblomov nach Gontscharow, Wiener Burgtheater
- Die Frau von früher von Roland Schimmelpfennig, UA, Wiener Burgtheater
- Amerika nach Franz Kafka, Maxim Gorki Theater, Berlin
- Ein Sportstück von Elfriede Jelinek, Zürcher Festspiele
- Draussen tobt die Dunkelziffer von Kathrin Rögla, Maxim Gorki Theater, Berlin
- Kabale und Liebe von Friedrich Schiller, Stadttheater Bern
- Jackie von Elfriede Jelinek, Zürcher Festspiele
- Attention Artaud Eine Séance für Antonin Artaud, Zürcher Festspiele
- Max Frisch: Ärger im Paradies, Schauspielhaus Zürich
- Platons Party nach Platon, Burgtheater Wien
- Besuch der alten Dame von Dürrenmatt, Theater in der Josefstadt, Wien
- Der Bockerer, Theater in der Josefstadt, Wien
- Moon-Project nach Liu Jiakun, Chengdu, China
- AKTION BEUYS (Zu Ehren von Joseph Beuys), Museum Fridericianum Kassel

### Oper
- Die Blinden von Walter Zimmermann, Oper Frankfurt
- Dido and Aeneas von Henry Purcell, Luzerner Theater
- Le Nozze di Figaro von Wolfgang Amadeus Mozart, Stadttheater Bern
- Werther von Jules Massenet, Luzerner Theater
- Don Giovanni von Wolfgang Amadeus Mozart, Lucerne Festival
- Die Schöpfung von Joseph Haydn, Vlaamse Opera Antwerpen
- Phaedra von Hans Werner Henze, Lucerne Festival
- Die Stadt der Blinden von Anno Schreier, Opernhaus Zürich
- Tristan und Isolde von Richard Wagner, Staatstheater Kassel